# Syagrius

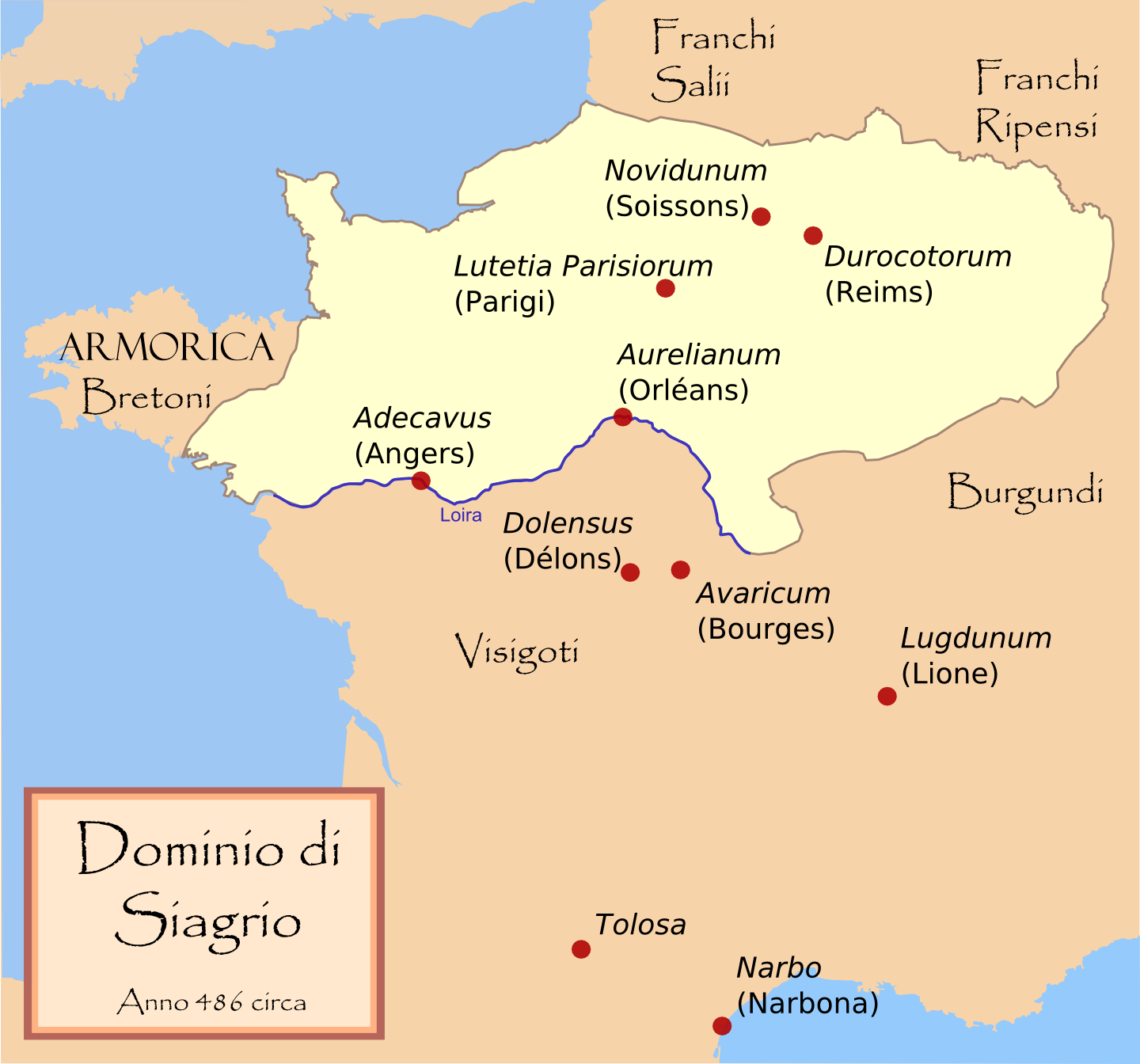
Quy mô phỏng chừng "vương quốc" của Syagrius

Flavius Syagrius (430 – 486 hay 487) là viên chỉ huy quân đội La Mã cuối cùng ở Gaul, sau bị vua Clovis I người Frank đánh bại đánh dấu chấm hết của Đế quốc Tây La Mã bên ngoài nước Ý. Ông giữ vị trí này thông qua thừa kế từ cha mình Aegidius, magister militum per Gallias La Mã cuối cùng. Syagrius đã gìn giữ quốc gia tàn dư của cha mình nằm giữa sông Somme và Loire bao quanh Soissons sau sự sụp đổ của chính quyền trung ương ở đế quốc phía Tây, một lãnh địa mà sử gia Gregory thành Tours gọi là "Vương quốc" Soissons. Syagrius nắm quyền cai quản vùng đất nội phận Gaul thuộc La Mã từ sau khi cha ông mất vào năm 464 cho đến lúc đại bại dưới tay Clovis I vào năm 486.
Giới sử gia không mấy tin tưởng vào danh hiệu "rex Romanorum" mà Gregory thành Tours dành cho ông, ít nhất là ngay từ hồi lúc Godefroid Kurth bác bỏ điều này như một sai sót rõ rệt vào năm 1893. Tất cả đều nhất trí làm theo Kurth, dựa trên sự thật lịch sử hiển nhiên rằng người La Mã căm ghét vương quyền từ ngày trục xuất vua Tarquinius Kiêu ngạo; lấy ví dụ về bài viết Syagrius trong bộ Prosopography of the Later Roman Empire đã bỏ sót danh hiệu này, thích gọi ông là một "nhà cai trị La Mã (ở miền bắc Gaul)". Tuy nhiên, S. Fanning đã tập hợp một số ví dụ về rex được sử dụng tại một nước trung lập, nếu văn cảnh không có triển vọng và lập luận rằng "cụm từ Romanorum rex chẳng có điều gì đặc biệt đối với Gregory thành Tours hoặc các nguồn tài liệu của người Frank", và việc sử dụng của Gregory thực sự thể hiện "rằng họ muốn hoặc đã có ý định tự xưng là hoàng đế La Mã."

## Kết thúc nền thống trị La Mã ở Gaul

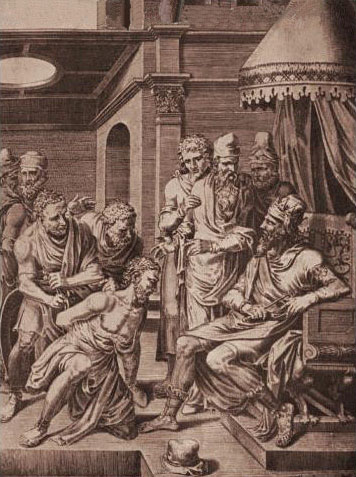
Syagrius bị vua Alaric II bắt trói đem giao cho Clovis I xử trí

Mặc dù bị cô lập với phần còn lại của Đế quốc La Mã, Syagrius vẫn tìm cách duy trì quyền hành La Mã ở một mức độ nào đó tại miền bắc Gaul trong vòng hai mươi năm, và quốc gia của ông xem chừng tồn tại còn lâu hơn so với chính Đế quốc Tây La Mã, khi các vị Hoàng đế cuối cùng của phía Tây bị phế truất hoặc bị giết hại vào năm 476 và 480. Syagrius còn giữ khoảng cách xa với bộ lạc láng giềng Frank Salii đang phải chịu cảnh chia rẽ nội bộ dưới quyền các vị vua trong đó có Childeric. Dù trước đó Childeric đã chi viện cho người La Mã ở Gaul, kết thân với một sĩ quan nào đó có tên là Paulus trong các chiến dịch chống lại người Saxon mà vào lúc đó đã chiếm cứ Angers.
Sau cái chết của Childeric vào năm 481, con là Clovis lên kế vị ngôi báu. Trong khi Childeric nhận thấy không cần phải lật đổ chỗ đứng cuối cùng của người La Mã ở phía tây, thì Clovis lại có suy nghĩ trái hẳn cha mình, ông tập hợp một đạo quân tinh nhuệ, đưa ra lời khiêu chiến và gặp gỡ lực lượng của Syagrius. Vài chi tiết được biết đến qua những cuộc đụng độ tiếp theo trong trận đánh ở Soissons, Syagrius không địch nổi sự dũng mãnh của quân đối phương, bị đánh bại hoàn toàn phải tháo chạy khỏi chiến trường. Toàn bộ lãnh địa của ông rơi vào tay người Frank.
Như Edward Gibbon sau này đã viết, "Sẽ không được rộng lượng nếu thiếu một số hiểu biết tường tận hơn về quân số và nguồn lực của ông, để mà lên án cuộc đào vong mau lẹ của Syagrius, người đã trốn thoát tới cái triều đình xa xôi ở Toulouse sau khi bại trận." Toulouse là thủ đô của Alaric II, vua của người Visigoth. Bị đe dọa trước chiến thắng lẫy lừng của người Frank, người Visigoth đã bắt giam Syagrius rồi trao lại cho Clovis. Ông mất không lâu sau đó, có khả năng là bị đâm chết một cách bí mật theo lời Gregory thành Tours.

## Hậu duệ
Dù cho Syagrius có bị sát hại thì cả gia tộc của ông rõ ràng đều phát triển thịnh vượng dưới sự cai trị của người Frank. Vua Guntram đã cử Bá tước Syagrius thực hiện một sứ mệnh ngoại giao tại triều đình Đế quốc Đông La Mã vào năm 585. Một hậu duệ khác tên là Syagria còn tặng phần lớn đất đai cho các tu sĩ của Tu viện Novalesa vào năm 739. "Thành viên cuối cùng được biết của dòng họ Syagrii là một vị tu viện trưởng Nantua được nhắc đến vào năm 757."